# José Ballester Gozalvo
José Ballester Gozalvo (El Cabañal, 1 de marzo de 1893-París, 25 de julio de 1970) fue un maestro, abogado, periodista y político español. Miembro activo del Gobierno de la República en el exilio, desde el que hostigó a los gobiernos de Francia y Estados Unidos por su colaboracionismo con la dictadura franquista.

## Biografía
Ballester Gozalvo, fue uno de los trece hijos que tuvo Vicente Ballester Fandos, conocido en El Cabanyal como “mestre Vicentico”. En 1908 –con catorce años– figura como «impulsor y primer presidente del Levante U. D.»; pero orienta pronto su vocación hacia la enseñanza, consiguiendo el título de maestro y doctorándose, más tarde, en Derecho. Se traslada a Madrid, donde se registra su alta como socio del Ateneo con fecha 10 de febrero de 1918, y del que sería miembro de la Junta de Gobierno, bajo la presidencia de Miguel de Unamuno, tras las elecciones internas celebradas el 8 de junio de 1933. Integrado en el movimiento de renovación pedagógica de la ‘Escuela Nueva’, fue catedrático de la Escuela Normal de Segovia desde 1920 –donde coincide y hace amistad con Machado– y de la de Toledo a partir de 1928. «Su alta en el Colegio de Abogados de Madrid data de septiembre de 1927», abriendo despacho en Madrid. En 1929 participa en la fundación del Partido Republicano Radical Socialista y a comienzos de 1931 figura como presidente del Centro Republicano de Toledo.
Inicia su carrera política al ser elegido concejal del Ayuntamiento de Toledo en las elecciones de 1931, ocupando su alcaldía durante seis meses como diputado del Partido Republicano Radical Socialista; cargos que dejaría cuando en 1933 se trasladó a Madrid como profesor de la Escuela Normal Central y vocal del Patronato de las Misiones Pedagógicas. En ese periodo también despliega cierta actividad periodística fundando el periódico La Lucha en Toledo en 1932, y como corresponsal de La Voz Valenciana y colaborador en La Semana Gráfica.
Durante la revolución de 1934, es detenido y encarcelado. Tras el triunfo del Frente Popular el 16 de febrero de 1936, es solicitado para el cargo de director general de Primera Enseñanza, con Francisco Barnés al frente del Ministerio Instrucción Pública. Tras el pronunciamiento del 17 y 18 de julio de 1936 que provoca la guerra civil española, Ballester es nombrado asesor jurídico de la Presidencia de Gobierno, y más tarde, en Barcelona, se encarga de la Auditoría General de Guerra de la Comandancia Militar de Cataluña.

### Exilio
Perdida la causa republicana, Ballester se instaló en París. En 1942 el Tribunal Especial de Represión de la Masonería y el Comunismo lo condenó en rebeldía a treinta años de prisión. A través de su amistad con Herriot, presidente de la Asamblea Nacional francesa, consiguió el puesto de jefe de la sección española de la Biblioteca del Parlamento de Francia. También colaboró en la editorial Aristides Quillet como director científico de las obras en castellano. En febrero de 1945 publicó en Montpellier En el destierro, relato de reflexiones histórico-biográficas reeditado en 2012.
Pero lo más interesante quizá de su vida en el exilio fue su actividad política, desempeñando diversos cargos, como subsecretario de Estado en el Gobierno de la República en el exilio, vicepresidente de la Liga Española de la Enseñanza, directivo del Ateneo Iberoamericano de París, presidente de Izquierda Republicana y de la Liga Española de Derechos Humanos, cargo desde el que –durante los treinta y un años que vivió en Francia– denunció ante las Naciones Unidas la política de Franco. En la década de 1960 se afilió al PSOE, en su sección parisina.
Falleció en París a los setenta y siete años de edad.

## Obras
- Colaboración del médico y el maestro en la labor educativa (Madrid, 1919)
- Colaboración de los maestros en la orientación profesional (Madrid, 1930)
- La escuela única (Valencia, 1930)
- Tres nombres olvidados en la historia de la pedagogía española (Madrid, 1936)
- La nueva ley electoral en la U.R.S.S. (Valencia, 1938)
- Historia general del arte (París, 1947) en colaboración
- La república moderna: Proposiciones (París, 1963) en colaboración
- En el destierro (Montpellier, 1945 / Valencia, 2012)

## Epónimos
En Valencia, un Instituto de Educación Secundaria del barrio de Torrefiel lleva su nombre.